# Das Pflegekind

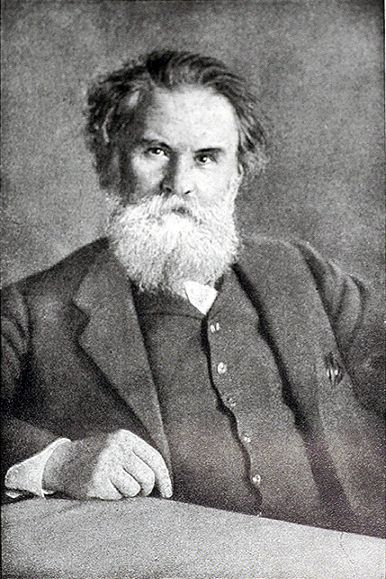
Wladimir Korolenko

Das Pflegekind (russisch Приемыш, Prijemysch) ist eine Erzählung des russischen Schriftstellers Wladimir Korolenko, die Mitte 1890 entstand und im selben Jahr in den Russkije wedomosti als dritter Beitrag innerhalb der Reihe Über Reisen an die Wetluga und an den Kerschenez erschien.

## Inhalt
Von Nischni Nowgorod aus wandert der Erzähler linkerseits der Wolga auf einsamen Waldpfaden und sucht des Abends in einem Dorf, neben rotbraunen Sümpfen gelegen, nach einem Nachtlager. Die um die achtjährige Marjuschka ist dem müden Wanderer behilflich; ruft ihren Pflegevater, den Fischer Stepan. Der Erzähler kann sich bei Marjuschkas Pflegemutter, der freundlichen 42-jährigen Darja – das ist Stepans Ehefrau, einquartieren und erfährt von ihr die Geschichte von Marjuschkas Adoption:
Zwanzig Jahre liegt der Tod des einzigen Sohnes Mischenka zurück. Kinder hat das Paar seither nicht mehr bekommen. Fünf Jahre nach Mischenkas Tode war Darja der kleine Junge im Traum erschienen und hatte zu ihr gesprochen. Die Mutter hatte die Worte ihres toten Kindes so verstanden: ‚Du sollst ein Kind adoptieren.‘ Stepan wollte unbedingt wieder einen Jungen. Aber eine blutjunge Mutter aus dem Nachbardorf, die mit ihrem unehelichen Kinde namens Marjuschka von der eigenen Familie verstoßen worden war, hatte ihr die kleine Tochter schweren Herzens zur Pflege anvertraut. Darja hatte die anfangs kränkliche Marjuschka mühevoll aufgepäppelt. Stepan hatte seine Trauer auf andere Art bewältigt. Am Dorf hatte er einen Fischteich gepachtet.
In letzter Zeit war aber trotz Fischens rund um die Uhr kaum ein Fisch ins Netz gegangen. Am nächsten Morgen, kurz bevor der Erzähler weiterwandert, geschieht das Wunder. Stepan fängt Schleien und Karauschen. Darja und Marjuschka tragen den Fang heim, damit der Vater endlich ausschlafen kann.

## Deutschsprachige Ausgaben
Verwendete Ausgabe
- Das Pflegekind. Deutsch von Arthur Luther. S. 177–188 in Wladimir Korolenko: Makars Traum und andere Erzählungen. Mit einem Nachwort von Herbert Krempien. 275 Seiten. Verlag der Nation, Berlin 1980 (1. Aufl.)

## Anmerkung
1. ↑  Als Erzähler kann der Autor angenommen werden, denn Korolenko wohnte 1890 in Nischni Nowgorod.